# La Madrid Challenge by La Vuelta 2015
La 1re édition de La Madrid Challenge by La Vuelta a lieu le 13 septembre 2015. Elle fait partie du calendrier de l'Union cycliste internationale en catégorie 1.1. 
Elle se déroule en lever de rideau de la 21e étape du Tour d'Espagne 2015 qui s'est terminée à Madrid. 

## Parcours

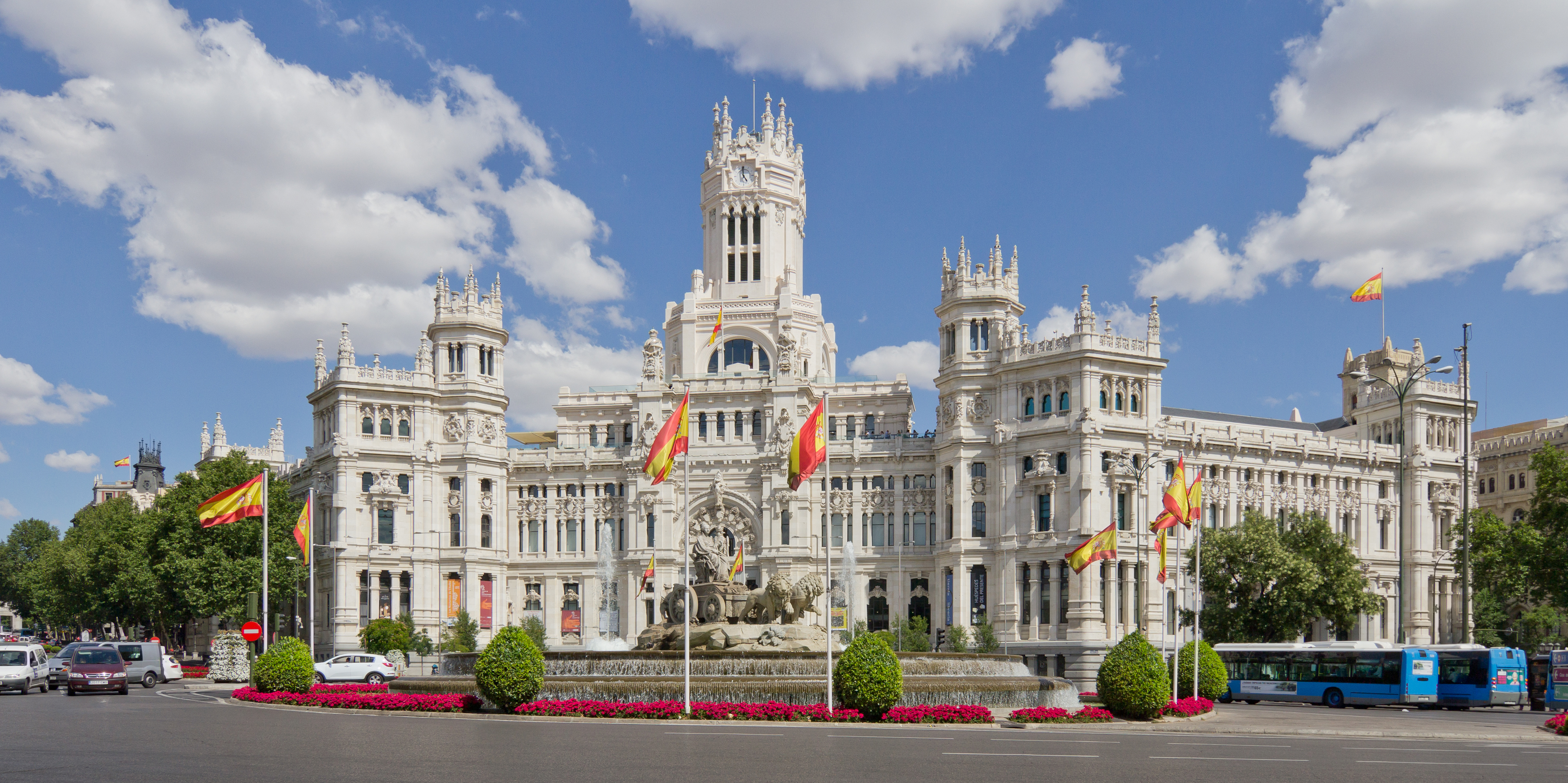
La ligne d'arrivée est placée devant le Palais de Cybèle.

Le parcours est constitué d'un circuit urbain dans Madrid, long de 5,8 km et identique à celui des hommes, à réaliser quinze fois. Les coureuses partent de la Plaza de Cibeles puis se dirigent vers le nord sur le Paseo de Recoletos. Au niveau de la Plaza de Colón, elle tournent à 180 degrés. Revenues à la Plaza de Cibeles, elles empruntent la Gran Vía jusqu'à la Plaza de Callao puis font de nouveau demi-tour. Elles partent ensuite sur le Paseo del Prado jusqu'à Atocha. Elles effectuent un dernier virage en épingle à cheveux pour revenir sur la ligne d'arrivée. La course est relativement plate et se destine aux sprinteuses,.

## Classement final
| \| Classement général \| Classement général \| Classement général \| Classement général \| Classement général \| \| Coureur \| Coureur \| Pays \| Équipe \| Temps \| \| ------------------ \| ------------------ \| ------------------ \| ------------------------------- \| ------------------ \| \| 1re \| Shelley Olds \| États-Unis \| Alé Cipollini \| 2 h 06 min 21 s \| \| 2e \| Giorgia Bronzini \| Italie \| Wiggle Honda \| + 0 s \| \| 3e \| Kirsten Wild \| Pays-Bas \| Hitec Products \| + 0 s \| \| 4e \| Roxane Fournier \| France \| Poitou-Charentes.Futuroscope.86 \| + 0 s \| \| 5e \| Lucy van der Haar \| Royaume-Uni \| Liv-Plantur \| + 0 s \| \| 6e \| Eugenia Bujak \| Pologne \| BTC City Ljubljana \| + 0 s \| \| 7e \| Elena Cecchini \| Italie \| Lotto Soudal Ladies \| + 0 s \| \| 8e \| Kelly Druyts \| Belgique \| Topsport Vlaanderen-Pro-Duo \| + 0 s \| \| 9e \| Arianna Fidanza \| Italie \| Alé Cipollini \| + 0 s \| \| 10e \| Sheyla Gutiérrez \| Espagne \| Lointek \| + 0 s \| |                   |             |                                 |                 |
| |                   |             |                                 |                 |
| |                   |             |                                 |                 |
| Classement général |                   |             |                                 |                 |
| Coureur | Coureur           | Pays        | Équipe                          | Temps           |
| 1re | Shelley Olds      | États-Unis  | Alé Cipollini                   | 2 h 06 min 21 s |
| 2e | Giorgia Bronzini  | Italie      | Wiggle Honda                    | + 0 s           |
| 3e | Kirsten Wild      | Pays-Bas    | Hitec Products                  | + 0 s           |
| 4e | Roxane Fournier   | France      | Poitou-Charentes.Futuroscope.86 | + 0 s           |
| 5e | Lucy van der Haar | Royaume-Uni | Liv-Plantur                     | + 0 s           |
| 6e | Eugenia Bujak     | Pologne     | BTC City Ljubljana              | + 0 s           |
| 7e | Elena Cecchini    | Italie      | Lotto Soudal Ladies             | + 0 s           |
| 8e | Kelly Druyts      | Belgique    | Topsport Vlaanderen-Pro-Duo     | + 0 s           |
| 9e | Arianna Fidanza   | Italie      | Alé Cipollini                   | + 0 s           |
| 10e | Sheyla Gutiérrez  | Espagne     | Lointek                         | + 0 s           |

### Barème de points
| Position,          | 1er | 2e | 3e | 4e | 5e | 6e | 7e | 8e | 9e | 10e | 11e | 12e | 13e | 14e | 15e | 16e | 17e | 18e |
| Classement général | 80  | 60 | 45 | 35 | 30 | 25 | 21 | 18 | 15 | 12  | 10  | 8   | 6   | 5   | 4   | 3   | 2   | 1   |